# Дарахвелідзе Георгій Вікторович
Георгій Вікторович (Бухуті) Дарахвелідзе (груз. გიორგი (ბუხუტი) ვიქტორის ძე დარახველიძე; нар. 15 серпня 1914 року, село Лехідріставі, Кутаїська губернія — пом. 25 листопада 1982 року, Тбілісі, Грузинська РСР) — грузинський радянський артист балету і театральний педагог. Заслужений діяч мистецтв Грузії. Народний артист Грузинської РСР.

## Біографія
Закінчив Грузинський інститут фізичного виховання (1940).
У 1937—1941 роках танцював у Державному ансамблі пісні і танцю Грузії, одночасно — соліст Театру опери та балету імені Закарія Паліашвілі.
З 1946 року на викладацькій роботі, вів танцювальні групи в Будинках культури Тбілісі; Художній керівник хореографічного ансамблю Центрального будинку культури Тбілісі (1956—1957); головний хореограф ансамблю пісні і танцю грузинських профспілок (1957—1958); керівник ансамблю танцюристів у Закавказькому будинку залізничників, хореограф Тбіліського державного театру (1959—1961). У 1961—1965 роках очолював ансамбль Тбіліського політехнічного інституту, Тбіліського трамвайно-тролейбусного парку, хореографічні колективи Будинку культури Максима Горького, ансамблі народного танцю «Телаві» і «Ахмета» (1968—1970). З 1965 по 1969 рік артдиректор танцювального ансамблю «Salkhino» в Руставі. У 1970—1975 роках викладав у Кутаїських навчальних закладах з підготовки фахівців культури. Його колективи завжди користувалися великим успіхом на республіканських молодіжних і світових фестивалях. У 1976 році Бухуті Дарахвелідзе був призначений головним хореографом ансамблю грузинської народної пісні і танцю.
У 1957 році був удостоєний звання заслуженого діяча мистецтв Грузії, а в 1962 році — звання Народного артиста Республіки.
Помер 25 листопада 1982 року. Похований у Тбілісі

## Оцінки сучасників
Бухуті Дарахвелідзе був строгим і вимогливим, але серце в нього було добре.
— Нана Гонгадзе

## Пам'ять

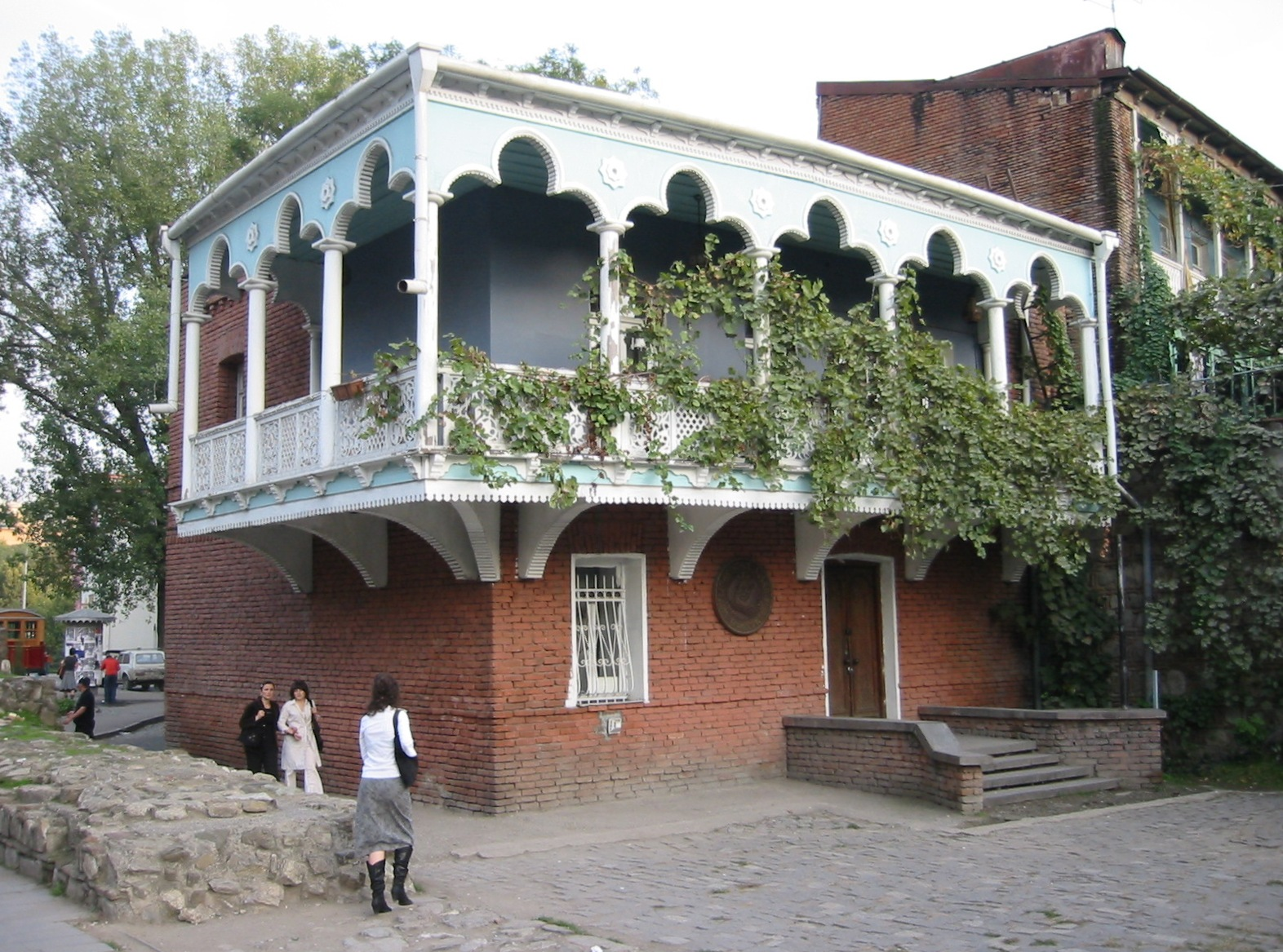
Будинок, в якому жив Дарахвелидзе

Меморіальна дошка на будинку, де жив Георгій Дарахвелідзе (Тбілісі, вулиця Чахрухадзе, 28).